# Омбудсман (Хрватска)
Омбудсман (хрв. Pučki pravobranitelj) опуномоћеник је Хрватског сабора који штити уставна и законска права грађана у поступку пред државном управом и органима који имају јавна овлашћења. Бира га Хрватски сабор на мандат од осам година.
Омбудсман је независан и самосталан у свом раду. Нико му не смије давати упутства и налоге за његов рад. Он нема овлашћења штитити уставна и законска права грађана у судским предметима (у грађанским, парничним и ванпарничним те кривичним стварима), већ искључиво у управним предметима. Има овлашћење да разматра појединачне случајеве нарушавања права грађана која су им приликом извршавања послова из своје надлежности нарушили органи државне управе и органи с јавним овлашћењима (министарства, жупанијски, градски, општински управни органи, јавне установе, фондови и сл.) или радници у тим органима. Поред тога, омбудсман разматра и друга питања од интереса за заштиту уставних и законских права која се заснивају на другим изворима сазнања о неправилном раду управних органа или органа с јавним овлашћењима. По правилу не поступа у стварима у којима је у току управни или други поступак. Међутим, у случају када управни поступак траје неоправдано дуго он може интервенисати с препоруком за брже рјешавање захтијева грађана. Грађани не снове никакве трошкове у поступцима које омбудсман води по њиховим притужбама.
Године 2003. уведени су специјални омбудсмани у Хрватској — за дјецу и за равноправност полова, а 2008. и за лица с инвалидитетом.